# Paveleckaja-Kol'cevaja
Paveleckaja (in russo Павелецкая?) è una stazione della linea circolare Kol'cevaja della Metropolitana di Mosca. Fu inaugurata il 1º gennaio 1950 e fu progettata da N.Ya. Kolli e I.N. Kastel.
La stazione presenta colonne di marmo bianco Koyelga, intarsiate di motivi di marmo rosso e affiancate da colonne in marmo con capitelli ionici moderni. Le balaustre in marmo al centro della stazione segnano la posizione delle scale che portano alla Linea Zamoskvoreckaja. Alla fine della banchina vi è un mosaico che ritrae operai e contadini uniti sotto il simbolo di falce e martello.
L'ingresso della stazione occupa il piano inferiore di un edificio sull'angolo nord di Piazza Paveletskaja. L'interno dell'ingresso è decorato da un mosaico di P. Korin.

## Interscambi
Da questa stazione, i passeggeri possono effettuare il trasbordo alla stazione Paveleckaja sulla Linea Zamoskvoreckaja, nonché prendere un treno diretto all'Aeroporto di Mosca-Domodedovo.